# (9878) Sostero
(9878) Sostero est un astéroïde de la ceinture principale.

## Description
(9878) Sostero est un astéroïde de la ceinture principale. Il fut découvert le 17 mars 1994 à Farra d'Isonzo par l'Observatoire astronomique de Farra d'Isonzo. Il présente une orbite caractérisée par un demi-grand axe de 3,09 UA, une excentricité de 0,13 et une inclinaison de 16,4° par rapport à l'écliptique.
Il est nommé d'après l'astronome amateur italien Giovanni Sostero.

## Compléments